# Carl Gotthard Langhans
Carl Gotthard Langhans (Landeshut, 1733. december 15. – Grüneiche, 1808. október 1.) német építész, a korai német klasszicizmus képviselője. Legismertebb műve a berlini Brandenburgi kapu.
1775-ben a boroszlói kincstár építési- és hadi tanácsadója lett, 1782-ben II. Frigyes Vilmos Berlinbe hívta meg, hogy az operaház belsejét átalakítsa. Mint az építészeti hivatal főnöke 1796-ban befejezte a Gontard által megkezdett potsdami márványpalotát, s Berlinben több nevezetes középületet emelt. Ő volt az első, aki Poroszországban kincstári kövezett utat építtetett Berlin és Steglitz között 1797-ben.

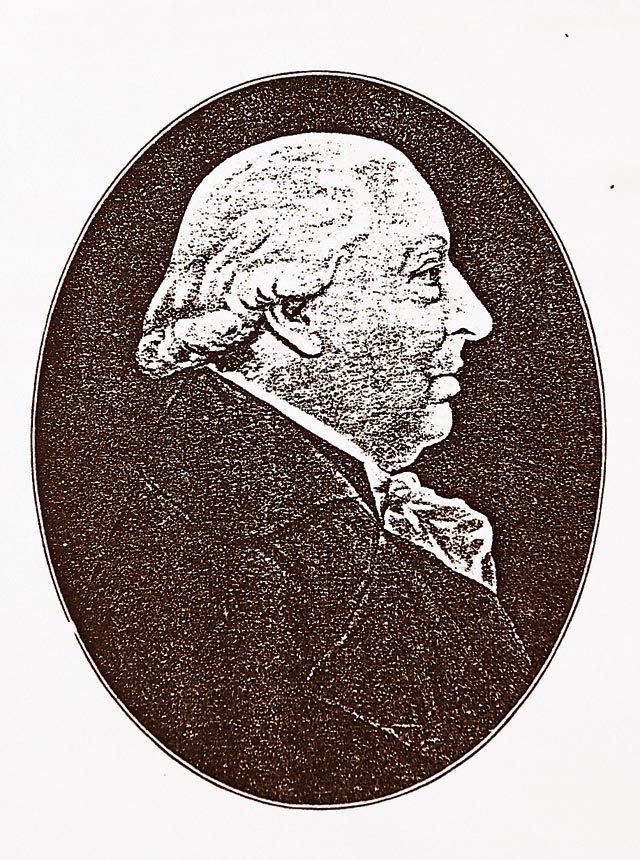
Az idős Carl Gotthard Langhans